# Soweto Open 2010
Il Soweto Open 2010 è stato un torneo professionistico di tennis maschile giocato sul cemento, che faceva parte dell'ATP Challenger Tour 2010. Si è giocato a Johannesburg in Sudafrica dal 12 al 18 aprile 2010.

## Partecipanti

### Teste di serie
| Nazionalità   | Giocatore      | Ranking* | Testa di serie |
| ------------- | -------------- | -------- | -------------- |
| Slovacchia    | Lukáš Lacko    | 63       | 1              |
| Slovacchia    | Karol Beck     | 78       | 2              |
| Taipei cinese | Lu Yen-hsun    | 98       | 3              |
| Israele       | Harel Levy     | 125      | 4              |
| Giamaica      | Dustin Brown   | 126      | 5              |
| Svizzera      | Stéphane Bohli | 140      | 6              |
| Slovenia      | Grega Žemlja   | 144      | 7              |
| Paesi Bassi   | Igor Sijsling  | 162      | 8              |

- Ranking al 5 aprile 2010.

### Altri partecipanti
Giocatori che hanno ricevuto una wild card:
- Rik De Voest
- Raven Klaasen
- Ruan Roelofse
- Nikala Scholtz

Giocatori passati dalle qualificazioni:
- Chris Eaton
- Denys Molčanov
- Noam Okun
- Alexander Peya

## Campioni

### Singolare
Dustin Brown ha battuto in finale  Izak van der Merwe con il punteggio di 7–6(2), 6–3

### Doppio
Nicolas Mahut /  Lovro Zovko hanno battuto in finale  Raven Klaasen /  Izak van der Merwe con il punteggio di 6–2, 6–2